# The Music of Pilgrim
The Music of Pilgrim ist ein Jazzalbum des Swiss Jazz Orchestra und Christoph Irniger. Die am 24. November 2021 beim Unerhört Festival («Jazz im Seefeld») für SRF 2 entstandenen Aufnahmen erschienen am 21. Oktober 2022 auf Nils Wograms Label nwog records.
š

## Hintergrund
Ursprünglich wollte Christoph Irniger neue Stücke für sein seit 2009 bestehendes Quintett Pilgrim schreiben. Das Swiss Jazz Orchestra hatte Irniger für den November 2020 als Solisten eingeladen. Das Programm stand, konnte aber aufgrund des Lockdowns infolge der COVID-19-Pandemie nicht realisiert werden. Er fragte an, ob man das Konzert nicht mit seiner eigenen Musik nachholen könne. Als ehemaliges Mitglied des Lucerne Jazz Orchestra hatte ihn die Arbeit für eine Bigband schon lange gereizt. Nachdem das Swiss Jazz Orchestra der Zusammenarbeit  zugestimmt hatte, veränderte er seine Entwürfe in einer Weise, zu der ihn vor allem die energiegeladenen Arrangements des Thad Jones/Mel Lewis Orchestra inspiriert hatten, und arrangierte das Material für die Bigband.

## Titelliste
- Swiss Jazz Orchestra & Christoph Irniger The Music of Pilgrim (nwog records/Indigo 375 Media 05234132)

1. Where is Walter 10:15; Solisten: Lorenz Beyeler, Reto Anneler, Stefan Schlegel
2. Endangered 9:02; Solisten: Reto Suhner, Silvio Cadotsch
3. Crosswinds 9:56; Solisten: Silvio Cadotsch, Sonja Huber, Rico Baumann, Philip Henzi, Samuel Leipold
4. Italian Circus Story – Intro 3:04; Solist: Christoph Irniger
5. Italian Circus Story 12:12; Solisten: Lukas Thöni, Holzbläser, Samuel Leipold
6. Back in the Game 9:01; Solisten: Charlotte Lang, Toni Bechtold
7. Point of view 8:46; Solisten: Johannes Walter, Christoph Irniger

Die Kompositionen stammen von Christoph Irniger, ebenso die Arrangements mit Ausnahme von „Italian Circus Story“, das David Grottschreiber arrangierte.

## Rezeption
Dass die Wahl bei der Zusammenarbeit des Swiss Jazz Orchestra auf den Saxofonisten Christoph Irniger fiel, mag erstaunen, da dieser eher im Kleinformat zu Hause sei und mit Bands wie Cowboys from Hell auch mal rabiater zu Werke geht, schrieb Ane Hebeisen in der Berner Zeitung. Seine Kompositionen, die er dem Swiss Jazz Orchestra unterbreitet, seien denn auch nicht frei von Extravaganzen und würden das Orchester immer wieder aus der Komfortzone hebeln. Dies sei ein mutiges Werk, „ein Album, das unberechenbar zwischen Obskurität, Avantgarde und Bombast changiert“.

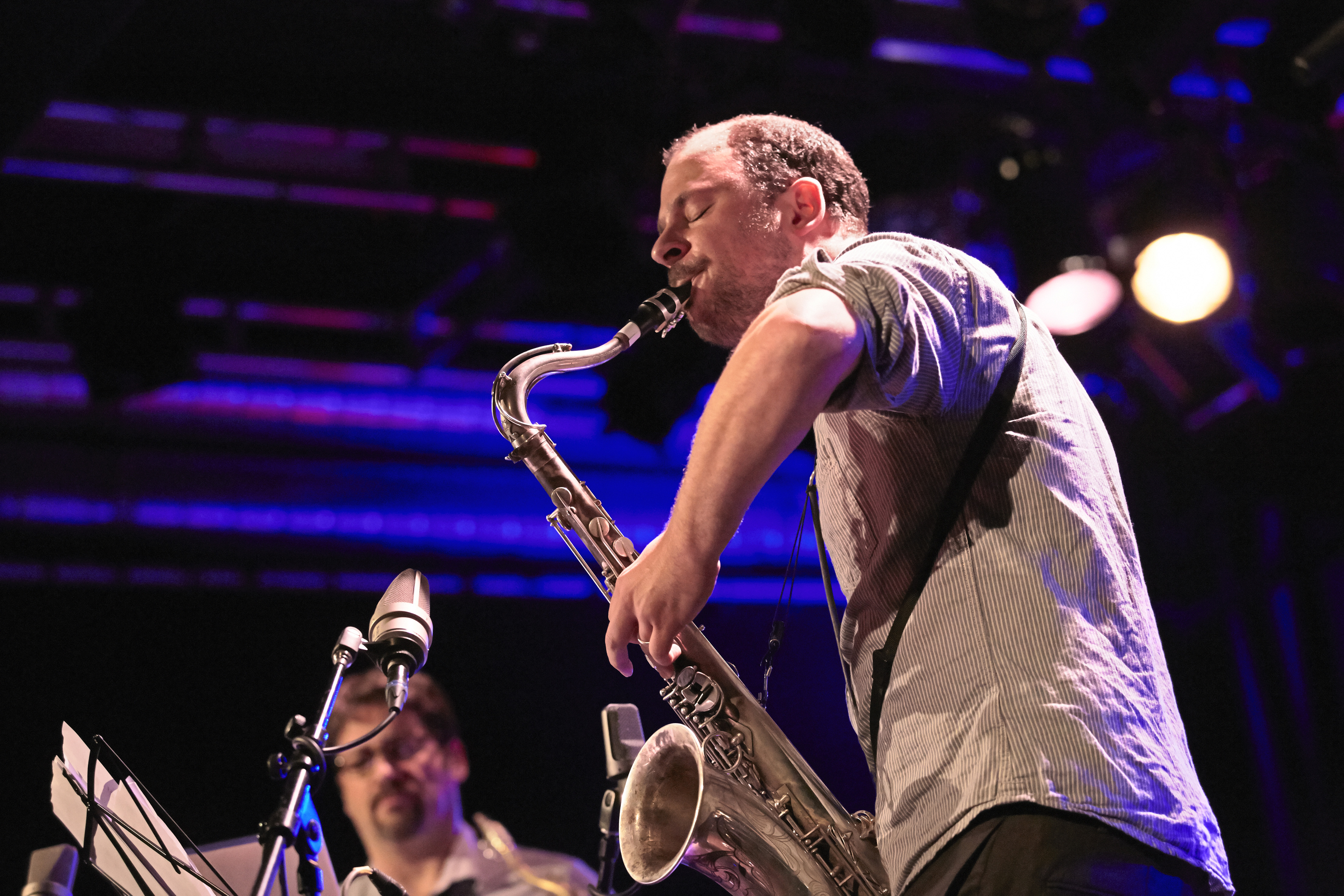
Christoph Irniger (2012)

Auch wenn viele bewegliche Teile in Bewegung geraten, nutze Christoph Irniger in der Music of Pilgrim melodisch gekonnt den Raum, schrieb Dave Sumner in Bandcamp. Die Melodien, die zwischen den Wendungen auf unbestimmte Zeit hängen blieben, hätten eine Präsenz, die sie mit Kraft schwingen lasse und das fülle, was sonst Leere wäre. Es seien diese Zwischenspiele, die Irniger und das Swiss Jazz Orchestra von innen heraus aufbauen, und damit reichhaltige Harmonien und einen kühnen Sound befördern würden. Obwohl die Orchestrierung eine Abkehr von den jüngsten Irniger-Projekten darstelle, klinge die Musik durchaus vertraut.
Werner Stiefele schrieb in Rondo, auf diesem Album sei stark der Einfluss des Arrangeurs Bob Brookmeyer zu spüren, der vor allem in seinen späteren Arbeiten die Energie der großen Besetzung in eine Fülle von überlappenden Einzelstimmen auflöste und über Breaks und Neustarts Spannung erzeugte. Doch Irniger wäre nicht er selbst, wenn er nur einfach diese Rezepte kopiert hätte und das Swiss Jazz Orchestra zum Klon der 1978 aufgelösten Thad Jones/Mel Lewis Big Band umgestalten wollte. Was ihn tatsächlich mit Thad Jones und Bob Brookmeyer verbindet, so Stiefele, sei die Freiheit im Denken und die Fülle an Klangfarben. Das würde eher nach dem frühen Vienna Art Orchestra als nach der Thad Jones/Mel Lewis Big Band klingen.